# Russell Doolittle
Russell F. Doolittle (New Haven, 10 de janeiro de 1931) é um bioquímico estadunidense.
Doolittle estudou biologia na Universidade Wesleyan, onde obteve um bacharelado em 1952, obtendo um mestrado  em 1957 em pedagogia no Trinity College (Connecticut), e um doutorado em bioquímica em 1962 na Universidade Harvard (enquanto era instrutor de biologia no Amherst College). A partir de 1964 trabalhou na Universidade da Califórnia em San Diego, inicialmente como pesquisador, a partir de 1969 como professor assistente e a partir de 1972 como professor de bioquímica.
É membro da Academia Nacional de Ciências dos Estados Unidos (1984), da Academia de Artes e Ciências dos Estados Unidos (1985) e da American Philosophical Society (1992). recebeu em 1989 o Prêmio Paul Ehrlich e Ludwig Darmstaedter, em 2006 o Prêmio John J. Carty.

## Obras
- Of Urfs and Orfs: A Primer on how to Analyze Derived Amino Acid, University Science Books, Dezembro de 1986
- com John N. Abelson, Melvin I. Simon, Computer Methods for Macromolecular Sequence Analysis (Methods in Enzymology), Academic Press, 1996
- com John N. Abelson, Melvin I. Simon Molecular Evolution: Computer Analysis of Protein and Nucleic Acid Sequences (Methods in Enzymology), Academic Press, 1990
- Editor com Michael W. Mosesson, Molecular biology of fibrinogen and fibrin, Annals of the New York Academy of Sciences, 1983